# Max Pemberton
Max Pemberton (Paddington, Londres, 19 de junio de 1863 - Londres, 22 de febrero de 1950) fue un popular novelista y editor inglés que trabajó principalmente en los géneros de aventuras y misterio.

## Vida y obra
Cursó sus estudios en St Albans School, Merchant Taylors' School y el Caius College de Cambridge. Como hombre de clubes, periodista y dandi (Lord Northcliffe admiraba sus «chalecos elegantes»), frecuentaba Fleet Street y The Savage Club.
Pemberton fue el editor de la revista juvenil Chums entre 1892 y 1893, durante su apogeo. Entre 1896 y 1906 también editó Cassell's Magazine, publicando los primeros trabajos de R. Austin Freeman y William Le Queux.
Su obra más famosa, The Iron Pirate, fue un éxito de ventas a principios de la década de 1890 y lanzó su prolífica carrera como escritor. La historia se centraba en un gran acorazado propulsado por gas, que podía superar a las armadas del mundo y aterrorizar al Océano Atlántico. 
Otras obras notables incluyeron Captain Black (1911). La colección de Pemberton de 1894 Jewel Mysteries: From a Dealer's Note Book fue una serie de historias de misterio que giraban en torno a joyas robadas. También escribió ficción histórica como por ejemplo, I Crown Thee King, que está ambientada en el bosque de Sherwood durante la época de María I de Inglaterra, o sus novelas Beatrice of Venice (1904) y Paulina (1922) se centran en las campañas militares de Napoleón Bonaparte en Italia.
Durante enero de 1908, y apenas un año después de la muerte del amigo de Pemberton y miembro del Crimes Club, Bertram Fletcher Robinson, hizo publicar una historia titulada Wheels of Anarchy por Cassell. Esta es una historia de aventuras sobre anarquistas y asesinos, que se desarrolla en toda Europa continental. El héroe de la novela, Bruce Driscoll, es un recién graduado del Jesus College de Cambridge y parece seguir el modelo de Robinson. En diciembre de 2010, Paul Spiring y Hugh Cooke compilaron, presentaron y volvieron a publicar en forma facsímil Wheels of Anarchy by Max Pemberton.
Durante el otoño de 1914, Pemberton publicó una historia del padre Brown titulada The Donnington Affair de G. K. Chesterton en un oscuro periódico británico llamado The Premier. Este cuento se reimprimió en Chesterton Review en 1981.
En 1920, Pemberton fundó la London School of Journalism y escribió una biografía sobre Alfred Harmsworth, primer vizconde de Northcliffe. Estaba casado con Alice Tussaud, nieta de Madame Marie Tussaud e hija de Joseph Tussaud.
Pemberton también escribió una biografía de Sir Henry Royce publicada en 1934, poco después de la muerte de Royce.

## Obras selectas
- The Iron Pirate (1893)

- The Sea Wolves (1894)

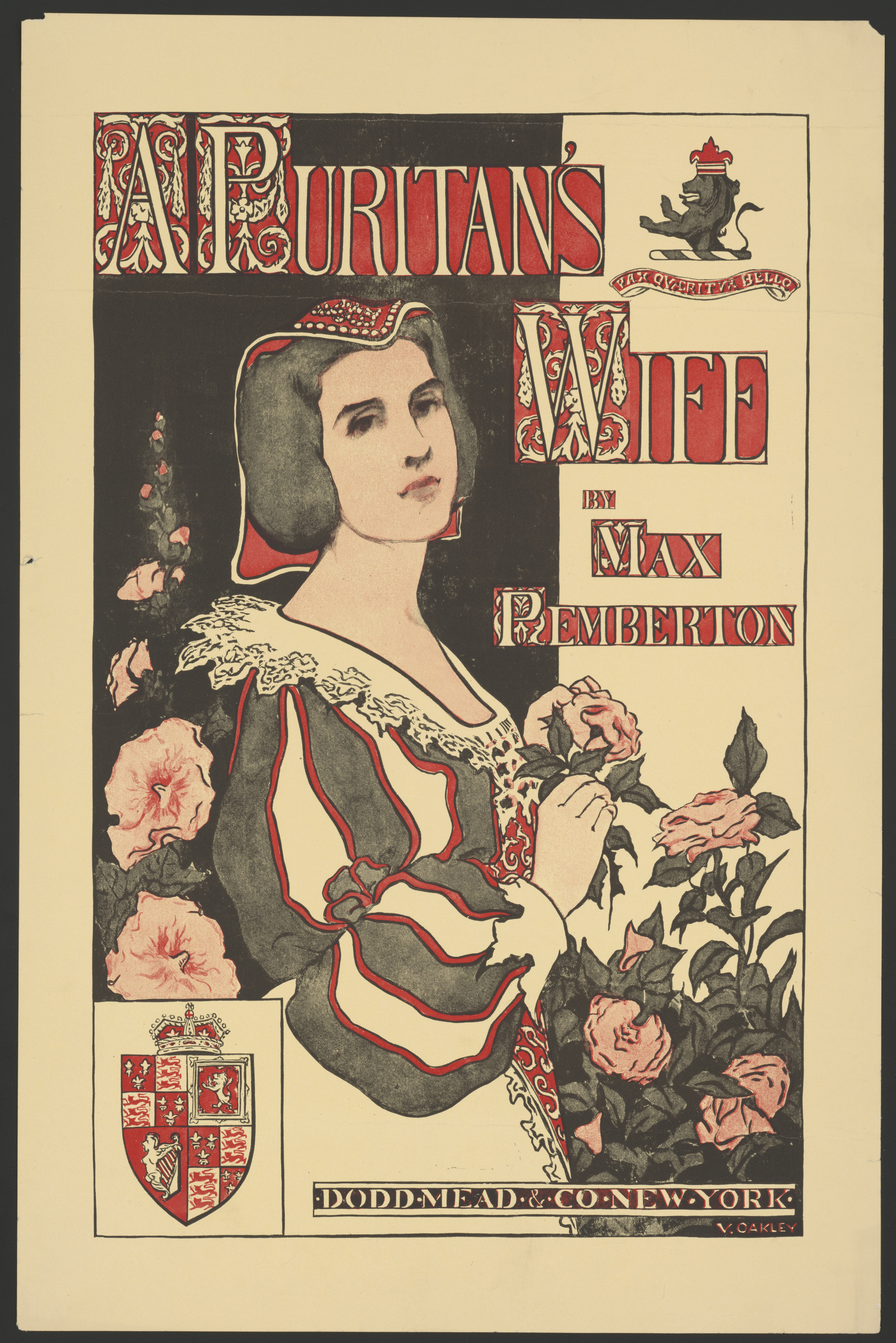
Portada de A Puritan's Wife (1902)

- Jewel Mysteries I have Known. From a Dealer's Note Book (1894)
- The Impregnable City (1895)
- The Little Huguenot: A Romance of Fountainebleau (1895)
- A Gentleman's Gentleman (1896)]
- Christine of the Hills (1897)
- The Phantom Army (1898)
- A Woman of Kronstadt (1898)
- The Signors of the Night: The Story of Fra Giovanni (1899)
- Féo (1900)
- The Footsteps of a Throne... (1901)
- The Giant's Gate: A Story of a Great Adventure (1901)
- Pro Patriâ (1901)
- I Crown Thee King (1902)
- The Garden of Swords (1902)
- The House Under the Sea (1902)
- A Puritan's Wife (1902)
- Doctor Xavier (1903)
- The Gold Wolf (1903)
- Beatrice of Venice (1904)
- A Daughter of the States (1904)
- Red Morn (1904)
- Mid the Thick Arrows (1905)
- The Lady Evelyn (1906)
- My Sword for Lafayette (1906)
- Aladdin of London or, Lodestar (1907)
- The Amateur Motorist (1907)
- The Diamond Ship (1907)
- Love, the Harvester: A Story of the Shires (1908)
- Sir Richard Escombe (1908)
- Wheels of Anarchy, the Story of an Assassin (1908)
- The Adventures of Captain Jack (1909)
- The Mystery of the Green Heart (1910)
- The Show Girl (1910)
- White Walls (1910)
- Captain Black: A Romance of the Nameless Ship (1911)
- White Motley (1911)
- The Hundred days (1912)
- Swords Reluctant (1912)
- Two Women (1914)